# Vladimir Arsenijević
Vladimir Arsenijević, cyr. Владимир Арсенијевић (ur. 1965 w Puli) – serbski pisarz, publicysta, tłumacz, wydawca, muzyk, publicysta.
W swojej wczesnej młodości Arsenijević (pseudonim Vlajsa) grał w punkowym zespole Urbana Gerila, jak również w jego postpunkowym odłamie Berliner Strasse. Po zakończeniu gimnazjum i ukończeniu obowiązkowej służby wojskowej w 1985 roku, Arsenijević, w wieku 20 lat, przeniósł się do Londynu. Wrócił do Belgradu cztery lata później, w 1989 roku.
Arsenijević w 1994 roku zdobył nagrodę Nin za jego pierwszą powieść Pod pokładem (U potpalublju). Tym samym w wieku 29 lat stał się najmłodszym w historii laureatem tej prestiżowej nagrody. Była to również pierwsza w historii nagroda dla debiutu literackiego. Pod pokładem jest krótką powieścią antywojenną, której akcja odgrywa się w Belgradzie w czasie bitwy o Vukovar jesienią 1991 roku. Jej narratorem i bohaterem jest trzydziestolatek mieszkający w Belgradzie, dokonujący podsumowania swojego życia – jego żona spodziewa się pierwszego dziecka. Toczy się wojna domowa, kolejni przyjaciele i znajomi trafiają na front. Ta niewielka powieść została przetłumaczone na 20 języków, dzięki czemu Arsenijević stał się jednym z najczęściej tłumaczonych serbskich pisarzy. Została ona również wystawiona na scenie Jugosłowiańskiego Teatru Dramatycznego, wyreżyserowana przez Nikitę Milivojevicia.
Długo oczekiwana kontynuacja Pod pokładem, która stanowiła drugą część tetralogii „Cloaca Maxima”, powieść Andjela spotkała się z krytyką po jej opublikowaniu w Serbii w 1997 roku. Powieść niestety nie spełniła oczekiwań czytelników po spektakularnym sukcesie debiutu Arsenijevicia. Niemniej jednak była to jedna z najlepiej sprzedających się powieści w tamtym roku w Serbii.
W 1990 roku pisarz wyjechał do Meksyku. Po powrocie do Belgradu we wrześniu 2000 roku ukazała się jego trzecia książka Meksiko – ratni dnevnik, której akcja toczy się wokół dwumiesięcznego pobytu Arsenijevicia w Belgradzie, w którym odbywała się wtedy Operacja Allied Force, jego nagłego wyjazdu do Meksyku i jego przyjaźni z poetą Xhavdetem Bajrajem.
W 2004 r. Arsenijević wrócił z ilustrowaną powieścią Ismail, którą stworzył przy współpracy serbskiego grafika Aleksandra Zografa.
Predator jest zbiorem opowiadań z różnych części świata. Składa się z kilku, na pierwszy rzut oka niepowiązanych ze sobą opowieści. Ich bohaterów łączy jednak wspólna cecha – wszyscy są emigrantami (iracki uchodźca kurdyjski, punk rocker z Kosowa, bośniacki narkoman, irlandzki ksiądz, anarchiści z Berlina...).
Jugolaboratorija- zbiór około trzydziestu esejów napisanych przez Arsenijevicia od 2005 roku.
W 2011 roku Arsenijević opublikował Minut, put oko sveta za 60 sekundi.
Stworzył wydawnictwo o nazwie Rende, gdzie pełnił funkcję redaktora naczelnego od jego powstania do 2007 roku.
Od lutego 2007 roku jest zatrudniony jako redaktor w VBZ Belgrad.
Jest jednym z założycieli i dyrektorów literackiego festiwalu KROKODIL odbywającego się co roku w Belgradzie od 2009 roku.
Arsenijević jest również współwłaścicielem i redaktorem w Reflektorze, serbskim wydawnictwie wydającym audiobooki.

## Opublikowane utwory
- 1994 – U potpalublju
- 1997 – Anđela
- 2000 – Meksiko – ratni dnevnik
- 2004 – Išmail (z Aleksandarem Zografem)
- 2008 – Predator
- 2009 – Jugolaboratorija
- 2011 – Minut, put oko sveta za 60 sekundi (z Valentiną Broštean)